# Timothy Bowes-Lyon (16e comte de Strathmore et Kinghorne)
Timothy Patrick Bowes-Lyon, 16e comte de Strathmore et Kinghorne (18 mars 1918 - 13 septembre 1972) est un homme politique et pair britannique.

## Biographie
Il est le deuxième fils de Patrick Bowes-Lyon (15e comte de Strathmore et Kinghorne) et le neveu d'Elizabeth Bowes-Lyon, épouse du roi George VI. Il est un cousin germain de la reine Élisabeth II et de la princesse Margaret.
Après la mort de son frère aîné en 1941 pendant la Seconde Guerre mondiale, il porte le titre de Lord Glamis. Le 25 mai 1949, il succède à son père Patrick comme comte de Strathmore et Kinghorne.
Il épouse une infirmière et roturière irlandaise, Mary Bridget Brennan (1923 - 8 septembre 1967) à Glamis Castle le 18 juin 1958. Ils ont une fille, Caroline Frances Bowes-Lyon (8 décembre 1959 - 1er janvier 1960), décédée à moins d'un mois.
À sa mort le 13 septembre 1972, n'ayant pas de fils, il est remplacé par son cousin germain Michael Bowes-Lyon (17e comte de Strathmore et Kinghorne).